# Corneilla
Die Corneilla ist ein Fluss in Frankreich, der im Département Aude in der Region Okzitanien verläuft. Sie entspringt beim Col de Festes, im südwestlichen Gemeindegebiet von Festes-et-Saint-André, entwässert generell Richtung Nordost und mündet nach rund 22 Kilometern an der Gemeindegrenze von Cournanel und Limoux als linker Nebenfluss in die Aude.

## Orte am Fluss
(Reihenfolge in Fließrichtung)
- Courtapla, Gemeinde Festes-et-Saint-André
- Saint-André, Gemeinde Festes-et-Saint-André
- Festes-et-Saint-André
- Bouriège
- Roquetaillade-et-Conilhac
- Magrie
- Cournanel